# Nekrózis
A nekrózis - necrosis - (a görög νεκρός = halott szóból ered) egy szerv, szövet sejtjeinek nem programozott sejthalálát takarja, ellentétben az apoptózissal, amely programozott sejthalált jelent. A nekrózis kialakulásának több oka is lehet: sérülés, fertőzés, tumor, infarktus vagy gyulladás.

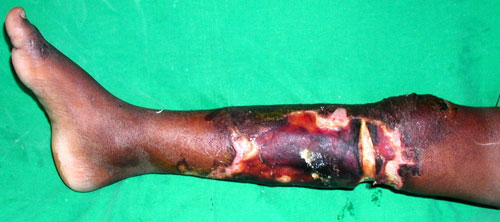
Traumatikus nekrózis

## Morfológiai alapjelenségek
A nekrózist alapvetően két folyamat indítja el, a sejt enzimatikus elemésztése és a fehérjék denaturációja. Ezek több következménnyel is járnak. Először a fehérjék kicsapódása miatt a citoplazma tejüvegszerűvé, homogénné válik, vakuólák keletkeznek benne és a glikogén mennyisége is láthatóan csökken. A sejtmembrán károsodása miatt egyes enzimek mennyisége a szérumban megemelkedik: SGOT (Szérum glutamát-oxálacetát transzamináz), LDH (Laktát dehidrogenáz), CK (Kreatin kináz).
A szövettanban általánosan használt festéssel (például hematoxilin-eozin) a citoplazma a benne található nagy mennyiségű RNS miatt bazofil, azaz sötétes képet ad, ami nekrózis során megszűnik. Az RNS lebomlik, így a plazma eozinofillá, világos pirossá alakul át. 
A sejtmag szerkezete is jelentősen megváltozik. A kromatin állománnyal a következők történhetnek: 
- Karyolysis: a DNS-t felbontják az alacsony pH miatt aktiválódó DNS-bontó enzimek
- Karyopicnosis: a sejtmag zsugorodik, a DNS bazofil masszává tömörül
- Karyorrhexis: az összetömörült sejtmag fragmentálódik

Az apoptózis és a nekrózis elkülönítése a sejtek DNS-ének agaróz gélen való méret szerinti elválasztása alapján történik. Az apoptotikus sejtek DNS-e ilyen gélen létraszerű alakot vesz fel, azaz majdnem minden méretben megtalálhatók a DNS fragmentek; míg a nekrotikus sejt DNS-e nem mutat ilyen felosztást, ami az örökítő anyag véletlenszerű, programozott folyamatoktól mentes felbomlásának tudható be.
Azonban a necrosis csak a kiváltó ok bekövetkezte után 12 órával ad fénymikroszkópban is látható képet. Ekkor felismerhető egy centrális, elhalt rész; egy vérzéses szegély (haemorrhagiás zóna); egy leukocytás elhatárolódás és a fagociták rétege.

## Nekrotikus mintázatok
Egy szövet vagy szerv elhalt sejtjei eltérő nekrotikus mintázatokat vehetnek fel.
1. Koagulációs nekrózis: például szívinfarktusban
2. Kollikvációs nekrózis: például artériás elzáródás hatására a központi idegrendszerben, lúgok vagy fertőzés hatására más szervekben
3. Üszkösödés
4. Zsírnekrózis: a hasnyálmirigyben a külső elválasztású mirigysejtekből kiszabaduló zsirbontó enzimek hatására történő Ca-szappanok keletkezésével járó speciális nekrózis típus.
5. Fibrinoid nekrózis: általában kisebb erek falában immunkomplexek, komplement faktorok által kiváltott gyulladás károsítja az erek falát, fibrinhez hasonló amorf anyag lerakódását segítve elő.
6. Sajtos nekrózis

## A gyógyulás
A szöveti gyógyulás többféle is lehet:
- Teljes gyógyulás (restitutio ad integrum)
- Sarjszövetes pótlás (granuláció)
- Anyaghiány, fekély (ulcus), sipolyozás (fistula) vagy üregesedés (caverna) alakul ki
- Disztrófiás meszesedés (például kalcifikáció)
- Kötőszövetes szervülés (organizáció) és hegesedés (cicatrix)